# Alytaus tekstilė
Alytaus tekstilė (ehemals Alytaus medvilnės kombinatas) war von 1969 bis 2013 ein litauisches Textilunternehmen in Alytus. Es war zu seiner Zeit das größte baumwollverarbeitene Unternehmen des Baltikums und das größte Industrieunternehmen von Alytus. Von 1993 bis 1913 war es an der Börse Vilnius notiert.

## Geschichte
1965 begann man mit dem Bau des Betriebs. 1969 wurde das Kombinat „Alytaus medvilnės kombinatas“ errichtet, in dem der gesamte Produktionszyklus für Baumwolltextilien stattfand: von der Baumwallfaser bis zur Schneiderei. Das wichtigste Endprodukt war Bettwäsche. Die Fabrik nahm eine Fläche von 16 Hektar ein und verfügte über eine eigene Poliklinik sowie drei Kantinen. Im Juli 1980 beschäftigte das Kombinat 5775 Mitarbeitende, die meisten von ihnen rund 30 Jahre alt, gegen Ende der 1980er Jahre waren es rund 7000. 1980, zum 60-jährigen Bestehen, eröffnete das Unternehmen trotz fehlender Erlaubnis der sowjetischen Führung einen Kulturpalast, in dem rund 100 Veranstaltungen pro Monat stattfanden. Das Gebäude beherbergt das heutige Kulturzentrum der Stadt (Alytaus kultūros centras).
Nach der Wiedererlangung der Unabhängigkeit 1990 wurde das Unternehmen privatisiert. Am 24. September 1993 wurde das Unternehmen in eine Aktiengesellschaft umgewandelt. 1998 erfolgte der Verkauf an die Tolaram-Gruppe, bzw. deren Unternehmen Asean Interests Limited, aus Singapur. Laut Aussage eines Managers war das Unternehmen zu dieser Zeit durch seine veralteten sowjetischen Maschinen nicht mehr konkurrenzfähig gegenüber den schnell und billig produzierenden Unternehmen in China.
Doch die Privatisierung verlief nicht gut, die Tolaram-Gruppe hielt sich nicht an die Verträge und investierte weniger als verabredet. 2003 gingen deswegen die Anteile der Tolaram-Gruppe auf Beschluss des Seimas wieder in den Besitz des Staates über. In der Folge wurde ein Rettungsplan ausgearbeitet, der einige Produktionsprozesse strich, unter anderem die Spinnerei. Das Rohmaterial wurde nun aus Russland bezogen und fast vollständig nach Schweden exportiert. Dennoch machte das Unternehmen 2004 einen Verlust von etwa 3 Mio. Euro, 2005 von etwa 1 Mio. Euro und 2006 von 1,94 Mio. Euro (6,7 Mio. Litas), bei einem erzielten Umsatz von 19,2 Mio. Euro (66,2 Mio. Litas).
Anfang 2007 nahmen einige dutzende Mitarbeitende die Direktorin und Miteigentümerin Algida Žūkevičienė als Geisel. Sie forderten einen Zahlungsplan für ihre ausstehenden Gehälter und die bislang verschleppte Insolvenzanmeldung. Im August 2007 wurde für das Unternehmen, das rund 50 Millionen Litas Schulden hatte, das Insolvenzverfahren eröffnet. Die Käufer aus Marijampolė wurden später wegen des absichtlichen Konkurs anderer Unternehmen verurteilt. Als das Unternehmen 2007 in Konkurs ging, waren noch 1.300 bis 1.500 Menschen dort beschäftigt. Vielen wurde für die letzten drei bis vier Monate Arbeit keinen Lohn ausgezahlt.
Am 13. Dezember 2013 wurde das Unternehmen aufgelöst. 2019 wurden Teile der ehemaligen Fabrikgebäude durch ein Feuer zerstört.